# Trojanski konj (softver)
Trojanski konj  ili kraće trojanac je zlonamjerni računalni program koji se lažno predstavlja kao neki drugi program s korisnim ili poželjnim funkcijama.
Većina trojanaca ima nazive vrlo slične ili uobičajenim korisničkim programima ili posebno primamljivim aplikacijama. Za razliku od virusa i crva, trojanski konj ne može sam sebe umnožavati (no korisnik ga može prekopirati na drugo računalo).
Naziv trojanski konj nastao je po priči o osvajanju grada Troje zloupotrebom povjerenja. Na sličan se način virtualni trojanski konj može predstaviti kao igra ili zanimljiv sadržaj koji se šalje u e-mailu. Kada se pokrene, na računalo se npr. instalira aplikacija za udaljenu kontrolu. 
Može izvoditi razne aktivnosti poput krađe korisničkih lozinki, brojeva kreditne kartice, PIN-a i drugih osjetljivih informacija koje potom šalje nekoj drugoj osobi ili može nepotrebno zauzimati resurse računala usporavajući ga na taj način.
Vrlo često trojanski konji pristupaju različitim internetskim stranicama kako bi preuzeli neku, obično inficiranu, datoteku ili više njih. Nakon preuzimanja ih pokreću te tako instaliraju dodatan štetni softver na zaraženu računalu. Mogu se također spajati na određene IRC-ove kanale kako bi primali naredbe od zlonamjerna korisnika.
Osim u e-mailovima, trojanski konji mogu se pojaviti u obliku datoteka na Internetu ili mrežama za razmjenu datoteka (P2P programi - Kazaa, WinMX, Limewire itd.). Mogućnosti su neograničene jer je metoda širenja korisnikovo povjerenje. Jedan od „simptoma” koji pokazuje računalo na kojem se nalazi trojanski konj je pokušaj podizanja servera na korisnikovom računalu koji očekuje naređenja autora. Uz instaliran i aktivan osobni vatrozid, ovaj pokušaj bit će evidentiran i moguće ga je zaustaviti.

## Vrste trojanskih konja
- Dropper - služi za naseljavanje računalnog virusa u napadnuto računalo. Dropper igra ulogu žrtve, namjerno omogućujući virusu da se naseli u računalo.

- Backdoor („stražnja vrata”) – naziv za različite postupke ili programe koji omogućuju drugom korisniku da se služi žrtvinim računalom dok je spojena na Internet, a da ona to ne zna. Općenito, „stražnja vrata“ iskorištavaju sigurnosne propuste („rupe“) u računalnom sustavu. Nerijetko se trojanac i backdoor koriste zajedno: žrtva pokrene program za koji misli da je koristan (npr. download manager ili igra) i dok ga koristi, trojanac ubaci backdoor u računalo.

- Downloader - trojanski konj koji pristupa različitim internetskim stranicama kako bi s njih preuzeo, obično zlonamjerne datoteke te ih na koncu i pokrenuo.

## Primjeri trojanskih konja
- Zenux
- Trojan.Win32.gen
- Memz trojan
- Fake activation trojan
- Regfuck